# Спільний європейський авіаційний простір

Країни-члени СЄАП відображаються темними та середніми відтінками.
ЄКЦА, Євроконтроль, СЄАП, ЄС
ЄКЦА, Євроконтроль, СЄАП
ЄКЦА, СЄАП
ЄКЦА, Євроконтроль
ЄКЦА

Угода СЄАП та авіаційні угоди із сусідами ЄС.
підписанти СЄАП
підписанти САП
підписанти ЄСАУ
переговори з ЄС
інша авіаційна угода

Спільний європейський авіаційний простір (СЄАП) (англ. European Common Aviation Area, ECAA) — це єдиний ринок авіаційних послуг.
Угоди СЄАП були підписані 5 травня 2006 року в Зальцбурзі (Австрія), між ЄС та деякими зовнішніми країнами. Він базувався на acquis communautaire ЄС та Європейському економічному просторі. СЄАП лібералізує галузь повітряного транспорту, дозволяючи будь-якій компанії з будь-якої держави-члена СЄАП літати між будь-якими аеропортами держав-членів СЄАП, тим самим дозволяючи «іноземній» авіакомпанії здійснювати внутрішні рейси.
9 червня 2006 року, Угоду ECAA було підписано майже усіма 27 членами ЄС, самим Європейським Союзом, Албанією, Боснією та Герцеговиною, Хорватією, Ісландією, Македонією, Чорногорією, Норвегією, Сербією, а також Косово (ЮНМІК як Представник Косово відповідно до резолюції 1244 Ради Безпеки). Останніми двома країнами-членами ЄС, які його підписали, були Словаччина та Латвія відповідно 13 червня 2006 року та 22 червня 2006 року. Крім того, Сербія підписала 29 червня 2006 року, а Чорногорія — 5 липня 2006 року.

## Угоди про спільний авіаційний простір (САП)
2 грудня 2010 року, угоду про САП підписала Грузія, відповідно Молдова — 26 червня 2012 року. На даний час, зазначені угоди САП діють.
Перший раунд переговорів щодо спільного авіаційного простору між ЄС та Азербайджаном розпочався в Баку 24 січня 2013 року. Україна сподівалася підписати угоду про спільний авіаційний простір у жовтні 2020 року. Вірменія розпочала переговори про приєднання після підписання нової угоди про партнерство між Вірменією та ЄС у лютому 2017 року.
У червні 2021 року, Рада Європейського союзу дала згоду на підписання угоди про спільний авіаційний простір між Україною та ЄС, що передбачало відкриття ринку повітряного транспорту, нові можливості як для споживачів, так і для операторів. Очікувалося, що угода сприятиме розвитку торгівлі, туризму, інвестиціям, здешевленню авіаквитків тощо.
12 жовтня 2021 року, Прем'єр-міністр України Денис Шмигаль, посол Словенії (країни, яка головує нині у ЄС — ред.) в Україні Томаж Менцин та голова зовнішньополітичної служби Євросоюзу Жозеп Боррель підписали в Києві угоду між Україною та Європейським союзом про спільний авіаційний простір. Підписання відбулась в рамках 23-го саміту Україна-ЄС в українській столиці.
17 лютого 2022 року, Верховна Рада України ратифікувала угоду між Україною та ЄС про спільний авіаційний простір. За відповідне рішення поголосували 311 народних депутатів. Повідомляється, що угода забезпечить створення спільного авіапростору між Україною та ЄС на основі ідентичних правил авіабезпеки польотів. В угоді також йдеться про відповідність організації повітряного руху, соціального забезпечення працівників, роботи систем комп’ютерного бронювання, захисту довкілля та забезпечення прав споживачів. Реалізація угоди відбуватиметься у два етапи, що передбачає поступове приведення положень законодавства України у відповідність до вимог і стандартів ЄС.

## Євро-середземноморська авіаційна угода (ЄСАУ)
Очікується, що подібна система угод у галузі авіації буде введена в дію із середземноморськими країнами-партнерами. Євро-середземноморська авіаційна угода (ЄСАУ) була підписана 12 грудня 2006 року з Королівством Марокко, 15 грудня 2010 року - з Королівством Йорданія, 10 червня 2013 року - з Ізраїлем. Всі перераховані угоди ЄСАУ - діють.
Переговори з Тунісом розпочались 27 червня 2013 року. 9 жовтня 2008 року, Рада Європейського Союзу ухвалила рішення про уповноваження Європейської Комісії розпочати переговори з Ліваном, а 9 грудня 2008 року ухвалила рішення про уповноваження Європейської Комісії розпочати переговори з Алжиром, які, на той час, ще не розпочинались.

## Brexit
Оскільки Велика Британія вийшла з Європейського Союзу (Brexit), Велика Британія більше не є частиною Спільного авіаційного простору. Якщо не буде видано дозволу або нові договори з Великою Британією, авіація до та з Великої Британії може зупинитися. Цей жорсткий Brexit затримується до кінця 2020 року, оскільки угода про відмову від Brexit говорить, що більшість правил ЄС продовжує діяти для Великої Британії протягом 2020 року. Однак ЄС затвердив правила 2019/494 та 2019/505 з метою забезпечення повітряного руху між Великою Британією та ЄС та ЄЕЗ. Крім того, британський уряд вжив різних заходів для забезпечення продовження авіаперевезень, таких як угода про відкрите небо зі Сполученими Штатами Америки. Британська авіакомпанія EasyJet, яка здійснює багато рейсів за межами Великої Британії, створила дочірню компанію в Австрії (easyJet Europe), зберігаючи при цьому штаб-квартиру в м. Лутоні (Англія).